# Stawiszyn-Łaziska
Stawiszyn-Łaziska – wieś w Polsce położona w województwie mazowieckim, w powiecie żuromińskim, w gminie Bieżuń. Ma status sołectwa.
| SIMC    | Nazwa   | Rodzaj     |
| ------- | ------- | ---------- |
| 0112271 | Głodowo | przysiółek |

Wierni Kościoła rzymskokatolickiego należą do parafii św. Rocha w Radzanowie.
Do 1954 roku istniała gmina Stawiszyn. W latach 1975–1998 miejscowość administracyjnie należała do województwa ciechanowskiego.
Wierni Kościoła rzymskokatolickiego należą do parafii św. Rocha w Radzanowie.